# Pinus herrerae
Pinus herrerae Martínez – gatunek drzewa z rodziny sosnowatych (Pinaceae). Sosna ta występuje w Meksyku (Sinaloa, Durango, Jalisco, Michoacan, Guerrero).

## Morfologia
PokrójKorona młodych drzew jest nieregularna, dorosłych zaokrąglona z poziomymi lub opadającymi gałęziami.
PieńOsiąga 25–35 m wysokości. Kora jest cienka i łuskowata, czerwono-brązowa, z wiekiem grubieje i pęka na podłużne, czerwono-brązowe, łuszczące się płytki.
LiścieIgły wyrastają po 3 na krótkopędzie, dorastają do 10–20 cm długości, są wiotkie i giętkie, przeważnie wyprostowane, czasem zwisające.
SzyszkiSzyszki nasienne są prawie symetryczne, podłużnie jajowate, o długości 2–4 cm. Łuski nasienne giętkie, o szerokości 5–6 mm. Apofyza łuski płaska do lekko wzniesionej, z lekko wzniesioną piramidką zakończoną nietrwałym, szybko odpadającym kolcem. Nasiona są ciemnobrązowe, o długości 3–4 mm, opatrzone skrzydełkiem o długości 5–7 mm.

## Biologia i ekologia
W liściu znajduje się 1–4 kanały żywiczne i 2 wiązki przewodzące. Pochewki liściowe są trwałe, blado brązowe, o długości 8–14 mm. Drewno blado żółte, dobrej jakości.
Pinus herrerae występuje na wysokościach 1200–2400 m n.p.m. razem z innymi sosnami: P. montezumae, P. pseudostrobus, P. douglasiana, P. maximinoi, P. lawsonii, P. teocote oraz P. devoniana.
Pinus herrerae jest gospodarzem roślin pasożytniczych: Cladocolea cupulata, Arceuthobium gillii, Arceuthobium rubrum, Arceuthobium vaginatum subsp. vaginatum i Arceuthobium yecorense. Może zostać także zainfekowana przez Arceuthobium durangense, jeśli rośnie w pobliżu zarażonych drzew, chociaż sama nie jest głównym gospodarzem tej rośliny.

## Systematyka i zmienność
Synonim: Pinus teocote var. herrerae (Martínez) Silba.
Pozycja gatunku w obrębie rodzaju Pinus:
- podrodzaj Pinus
  - sekcja Trifoliae
    - podsekcja Australes
      - gatunek P. herrerae

## Zagrożenia
Międzynarodowa organizacja IUCN umieściła ten gatunek w Czerwonej księdze gatunków zagrożonych, przyznając mu kategorię zagrożenia LC (least concern, system oceny w wersji 2.3 i 3.1), czyli jest gatunkiem najmniejszej troski, nie spełniającym kryteriów gatunków zagrożonych. Sosna ta jest rozproszona na dużym obszarze, ale w wielu miejscach występuje licznie i wydaje się dobrze odnawiać. Potencjalnym zagrożeniem dla gatunku byłoby zwiększenie pozyskiwania jego drewna.